# Costanti di Feigenbaum
In matematica, le costanti di Feigenbaum o numeri di Feigenbaum sono due numeri reali definiti dal matematico Mitchell Feigenbaum nel 1975. Essi esprimono dei rapporti che appaiono nei diagrammi di biforcazione dei sistemi studiati dalla teoria del caos.

## Definizione
I diagrammi di biforcazione riguardano i valori limite assunti dalle successioni del tipo:
{\displaystyle \quad x_{n+1}=\mu f(x_{n})}
dove f è una funzione reale, definita positiva, tre volte derivabile su [0,1] e dotata di un unico massimo su questo intervallo, quindi un massimo relativo, indicato con xm. Fissata la funzione, al di sotto di un certo valore di μ, la successione porta a un unico limite. Al di sopra di questo valore e al di sotto di un altro la successione oscilla avvicinandosi a due limiti; al di sopra del secondo valore oscilla attorno a quattro limiti e così via secondo un processo chiamato raddoppio di periodo o cascata di Feigenbaum. I valori limite a cui tende la successione per ogni intervallo costituiscono un attrattore ciclico. I valori di μ che separano due intervalli sono chiamati biforcazioni e sono indicati con μ1, μ2, etc.
La prima costante di Feigenbaum è definita come il limite del rapporto fra due intervalli successivi di biforcazione:
{\displaystyle \delta =\lim _{n\to \infty }{\frac {\mu _{n+1}-\mu _{n}}{\mu _{n+2}-\mu _{n+1}}}}
Nel caso della mappa logistica, dove {\displaystyle \quad x_{n+1}=\mu x_{n}(1-x_{n})} inizialmente studiata da Feigenbaum:
δ = 4,66920160910299067185320382…
Si è scoperto che lo stesso rapporto si ritrova fra i diametri di cerchi successivi sull'asse reale dell'insieme di Mandelbrot.
Tutti i sistemi caotici che seguono questa legge biforcano alla stessa velocità. La prima costante di Feigenbaum può essere usata per predire quando il caos sopraggiungerà nel sistema.
Per definire la seconda costante di Feigenbaum, per ciascun attrattore ciclico della cascata di biforcazioni si deve considerare il punto più vicino a xm, indicato con dn nel caso dell'attrattore di 2n punti. Si costruisce così la successione dn e si definisce:
{\displaystyle \alpha =\lim _{n\to \infty }{\frac {d_{n}}{d_{n+1}}}}
Sempre nel caso della mappa logistica:
α = 2,502907875095892822283902873218…
Queste costanti si applicano a una larga classe di sistemi dinamici. Si ritiene, infatti non è stato ancora dimostrato, che esse siano trascendenti.